# Corus Acusticus
Corus Acusticus är en svensk blandkör i Göteborg. Kören bildades 1975 av några läkarstudenter vid Göteborgs universitet och har vuxit till cirka 50 medlemmar 2023.
Corus Acusticus tillhör Sahlgrenska akademins studentkår (SAKS) och håller till på Hvilla Medici i stadsdelen Johanneberg. Dirigent sedan 2016 är Louise Wanselius. Målet är att majoriteten av körsångarna ska vara studenter, men även andra kan bli antagna.